# Гравітаційний пагорб

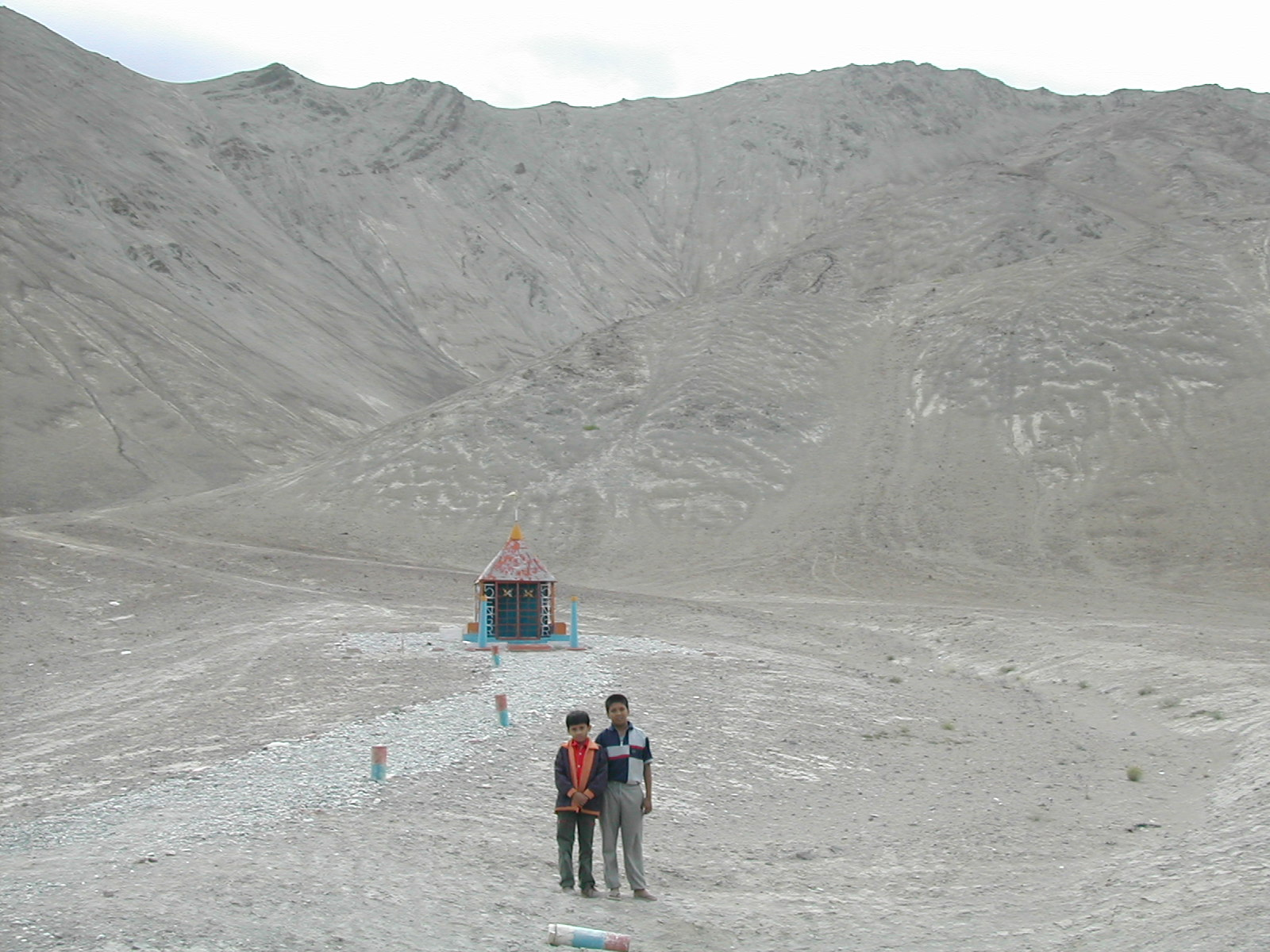
Гравітаційний пагорб в Ладаксі, Індія

Гравітаційний пагорб — оптична ілюзія, коли через особливості рельєфу невеликий ухил виглядає як підйом. Явище відоме як «гіпнотичний пагорб», «магнітний пагорб», «гравітаційна дорога» і т. д. У такому місці здається, ніби предмети самостійно рухаються в гору проти сил гравітації. Відомо сотні таких місць у всьому світі.
Найголовніший чинник створення ілюзії — це повна або часткова відсутність видимості горизонту. Без горизонту важко судити про нахили поверхні. Об'єкти, які зазвичай більш-менш перпендикулярні до землі, наприклад дерева, можуть насправді схилятися, компенсуючи зоровий фактор. Ілюзія багато в чому нагадує «кімнату Еймса», в якій м'ячі можуть котитися «проти сили гравітації».
У велоспорті протилежне явище називають «оманливими рівнинами».